# Pan American World Airways
Pan American World Airways, jinak známá také pod zkráceným jménem Pan Am, byla jedna z největších mezinárodních leteckých společností ve Spojených státech amerických od třicátých let 20. století až do svého zániku v roce 1991.
Původně se společnost zaměřovala na dopravu pomocí hydroplánů, a to ve městě Key West na Floridě. Postupem času se ale vypracovala mezi největší letecké společnosti světa přicházející na letecko-přepravní trh s mnoha inovacemi, které formovaly mezinárodní letecký průmysl, včetně širokého užití obřích proudových letadel nebo počítačového systému rezervací místenek.

## Historie
Společnost Pan American World Airways byla založena 14. března 1927 majorem Henry H. Arnoldem a jeho partnery. Jejich společnost si zajistila smlouvu o přepravě americké pošty na Kubu, což bylo v té době a vztazích mezi oběma zeměmi velmi výnosné. Chyběl však dostatečný kapitál, konexe a politická moc. Firma se tedy spojila s firmou Juana Trippea Aviation Corporation of America', ale získala malou leteckou linku z floridského Key West do Havany. Poté proběhla v roce 1928 ještě fúze s firmou Aviation Corporation of the Americas, což zajistilo firmě dobrou finanční stabilitu pro následné podnikání.
Za pomoci vlády USA firma rychle expandovala a ředitel společnosti Trippe postupně realizoval svůj plán zavedení spojení mezi USA a celou Jižní Amerikou. Koncem 20. a začátkem 30. let koupila Pan Am několik jihoamerických leteckých společností, které nedokázaly čelit nátlaku trhu, a s několika silnými vytvořila nové, čímž si získala jih Ameriky a firemní akcie Pan Amu začaly patřit mezi nejžádanější.
V 60. letech společnost Pan American zneužil ve svůj prospěch Frank W. Abagnale, jenž se vydával za pilota. Díky tomu mohl dva roky létat zadarmo po celém světě jako „mrtvá duše“. Jeho kariérou podvodníka je inspirován film Chyť mě, když to dokážeš.

## Nehody a teroristické akce

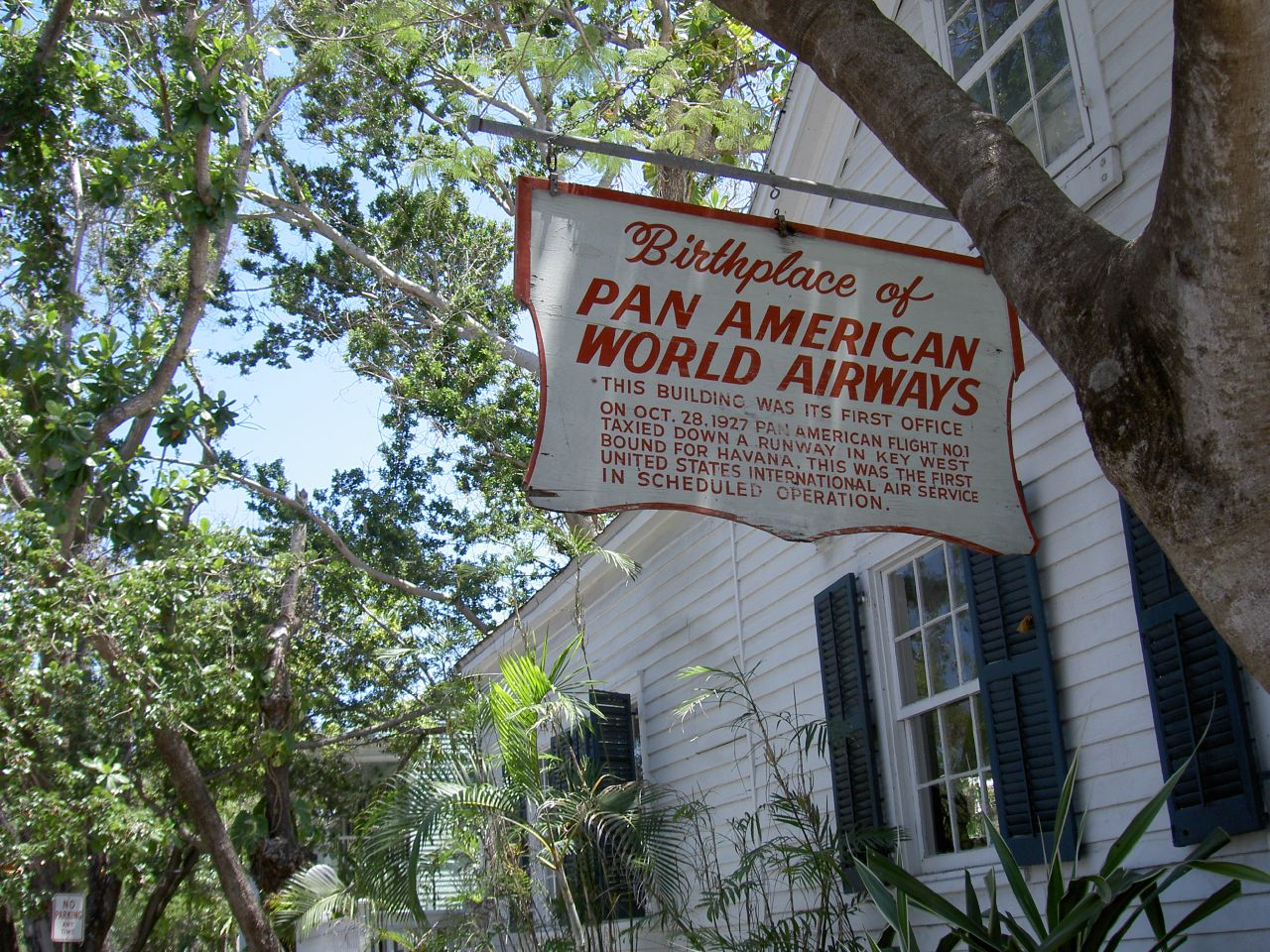
První sídlo společnosti

Letadla Pan Am byla účastníky celkem pětasedmdesáti pozoruhodných událostí.
Jedna z nehod letadla Pan Am vedla k instalaci v té době nových bezpečnostních zařízení v letadlech. Boeing 707, pojmenovaný Clipper Tradewind a operující dne 8. prosince 1963 pod označením Let 214 jako zkušební let z Baltimore do Filadelfie, zachvátily plameny a letadlo se zřítilo. Z vyšetřování se zjistilo, že vzplanuly páry v palivových nádržích letadla. To mělo za následek přehodnocení stavu bezpečnosti komerčních letadel a zpřísnění norem.
Největší letecká katastrofa v dějinách se udála 27. března 1977 na ostrově Tenerife. Boeing 747 společnosti Pan Am operoval jako letecký speciál z Los Angeles do Las Palmas na Kanárských ostrovech. Dne 27. března byl tento let odkloněn na letiště v Tenerife kvůli hrozbě pumového útoku v Las Palmas. Po několika hodinách v Tenerife se letadlo Pan Am mělo vrátit na původní letiště, ale při rolování Boeingu Pan Am vinou špatné komunikace startoval bez povolení další obří Boeing 747 nizozemské KLM a došlo tak k otřesné havárii s bilancí 583 mrtvých, z toho 335 pasažérů Boeingu Pan Am. Nehoda vedla k dalším reformám včetně zlepšení v komunikaci mezi posádkami letu a řízením letového provozu.
Letadla Pan Am byla také několikrát cílem teroristických akcí. 17. prosince 1973 odpálila palestinská teroristická skupina bomby v Boeingu 707 v italském Římě během nastupování pasažérů do letadla. Zemřelo 30 lidí.
V roce 1982 byla 11. srpna odpálena nálož na lince 830 nad Tichým oceánem. Zemřel jeden člověk a letadlo bezpečně přistálo v Honolulu.
Celkem 20 obětí si vyžádal útok teroristů 5. září 1986 v Karáčí (Pákistán), kdy únosci odpálili nálože v letadle linky 73 na jeho pravidelné zastávce na pevnině.
Poslední fatální teroristická událost se udála při letu Pan Am 103 z Londýna do New Yorku 21. prosince roku 1988. Na palubě letadla, v jeho předním nákladním prostoru, byla tehdy odpálena plastická trhavina nad skotským městečkem Lockerbie a následný sled událostí vedl k zničení stroje a úmrtí 270 lidí.